# 达勒姆座堂
達勒姆座堂（英語：Durham Cathedral）位于英格兰东北部城市达勒姆，是英格兰教会达勒姆教区的主教座堂。座堂为安置圣卡斯伯特的圣髑而建，主体完成于1093年至1133年间，并在随后的数个世纪间逐渐扩建。除其在宗教上的重要性外，达勒姆座堂被广泛认为是英格兰现存最大、最完好的诺曼式建筑，其创新性的设计还影响了后续哥特式建筑的发展。1986年，达勒姆座堂和相邻的达勒姆城堡获联合国教科文组织认定为世界遗产。

## 历史

### 前身
现今历史学者对达勒姆座堂历史的研究依赖于11世纪末至12世纪初的僧侣达勒姆的赛蒙的记载。据赛蒙所述，达勒姆座堂的历史可追溯至635年在林迪斯法恩建立的修道院，卡斯伯特于684年至686年间在当地担任主教。在他去世11年后，人们发现其遗体仍没有腐坏，这引发了当地人对他的宗教崇拜。为逃离维京人的入侵，林迪斯法恩的宗教社群于883年携卡斯伯特的遗体迁至切斯特勒斯特里特，又于995年在维京人的再度威胁之下第二次搬迁。途中，卡斯伯特的棺材变得格外沉重，无法抬起。人们经过数日的祈祷和守夜后得到神启，表明此处正是卡斯伯特希望自己被埋葬的位置。当时此地还是一片未开垦的森林，人们先后在此建造一座木质、两座石质教堂用于安放卡斯伯特的遗体，而围绕着教堂发展出的城市便是达勒姆。
赛蒙所描述的事件大纲被大多数学者接受，也有一部分学者，如大卫·邓维尔和亚历克斯·伍尔夫，对其记录持保留态度。在赛蒙的记载中，社群选择在达勒姆建设教堂的原因富有宗教色彩；其真实原因则被认为是该地位于威尔河中的半岛上，易于防守。

### 诺曼征服
诺曼征服后，英格兰本土的教长被诺曼人系统性地取代。1080年接任达勒姆主教的威廉·德·圣卡莱原为勒芒的一座修道院的院长，他认为教堂内的在俗教士过于懒散并将他们驱逐，以本笃会修士取而代之，这种修道院与主教座堂的结合为英格兰特有。他亦下令将原本盎格鲁-撒克逊时期的教堂拆除，建设一座更大的教堂，即今日所见的座堂建筑。座堂的奠基仪式于1093年8月11日举行，苏格兰国王马尔科姆三世为放置奠基石的三人之一。
座堂中殿的拱顶于1133年建成，对建筑的扩建则在随后的数个世纪间持续，包括修士会堂（1140年）、前廊（1175年）、西塔（约1220年）、九祭台小堂（Chapel of Nine Altars，1280年）、厨房（1374年）、回廊（1418年）和中塔（1488年）。

### 近代
在英格兰宗教改革期间，达勒姆的修道院于1539年12月31日解散，原本的资深修士和修道院长分别成为座堂的法政牧师和座堂主任牧师。1650年邓巴战役后，座堂被奥利弗·克伦威尔用于关押约三千名苏格兰战俘，其中约一千七百人死于座堂内。
詹姆斯·怀亚特曾于1795年向座堂提出改建方案，其中包含对前廊等处的拆除计划。该计划虽受到主教的认可，但也被其他建筑师视为近乎破坏，此提案最终并未付诸实施。修士会堂有一部分仍被拆除，随后于1895年被修复。

## 建筑
达勒姆座堂全长502英尺（153米），宽192英尺（59米），高74英尺（23米），中塔高度为218英尺（66米），建于威尔河中的半岛上，属罗曼式建筑中的诺曼式风格。诺曼式建筑的特点为其厚实的墙壁和粗壮的拱墩，相比之下窗户与拱本身则偏小。座堂建筑亦包含了哥特式建筑的部分特征，如尖形拱门和肋状拱顶。于15世纪末建成的中塔属于垂直哥特式建筑。
卡斯伯特的墓葬位于唱诗班座位后方，他原本的木制棺材现展出于座堂的厨房建筑中。自1370年起，比德的墓葬位于前廊的小堂内。
达勒姆座堂是哈利·波特系列电影的取景地之一，其中修士会堂被用于拍摄米勒娃·麦格教授的变形术授课场景。

### 引用
1. ↑  UNESCO. .   [2024-03-07]. （原始内容存档于2009-02-19）.
2. ↑  Jackson 1993，第2頁.
3. ↑  Bonner, Rollason & Stancliffe 1989，第106頁.
4. ↑  Jackson 1993，第2–3頁.
5. ↑  McGuigan 2019.
6. 1 2  Cook 1951，第7頁.
7. ↑  Bonner, Rollason & Stancliffe 1989，第439頁.
8. ↑  Stephens & Hunt 1904，第6頁.
9. ↑  Jackson 1993，第5頁.
10. ↑  Jackson 1993，第111頁.
11. ↑  Harvey 1974，第211頁.
12. ↑  Jackson 1993，第6頁.
13. ↑  Jackson 1993，第7頁.
14. 1 2 3  Harvey 1974，第224–225頁.
15. ↑  Biggs 2020.
16. ↑  Mark Brown. . The Guardian. 2015-09-02  [2024-03-07]. （原始内容存档于2024-02-20）.
17. ↑  Cordingley 1955.
18. ↑  Cook 1951，第16頁.
19. ↑  Cook 1951，第6頁.
20. ↑  Harvey 1974，第34頁.
21. ↑  Cook 1951，第10頁.
22. ↑  Harvey 1974，第97頁.
23. ↑  Harvey 1974，第118頁.
24. ↑  Cook 1951，第13頁.
25. ↑  Cook 1951，第8頁.
26. ↑  Maev Kennedy. . The Guardian. 2017-07-28  [2024-03-07]. （原始内容存档于2018-02-19）.
27. ↑  Cook 1951，第11頁.
28. ↑  . BBC. 2021-11-20  [2024-03-07]. （原始内容存档于2023-09-15）.